# Droga wojewódzka nr 546

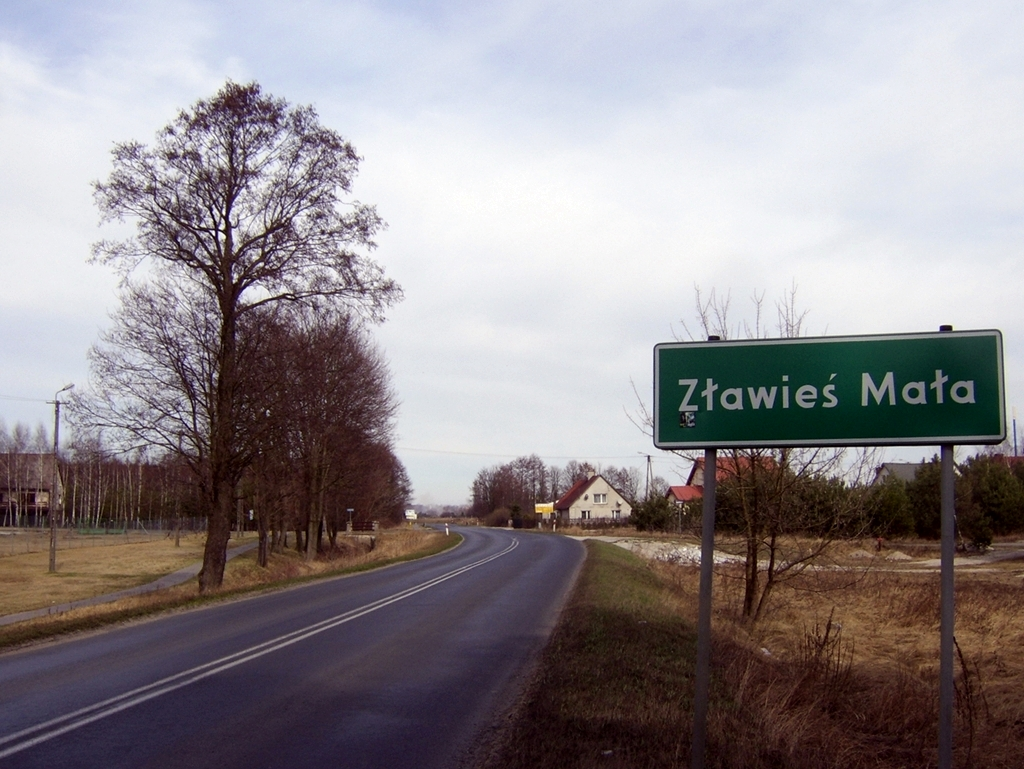
DW546 w Złejwsi Małej

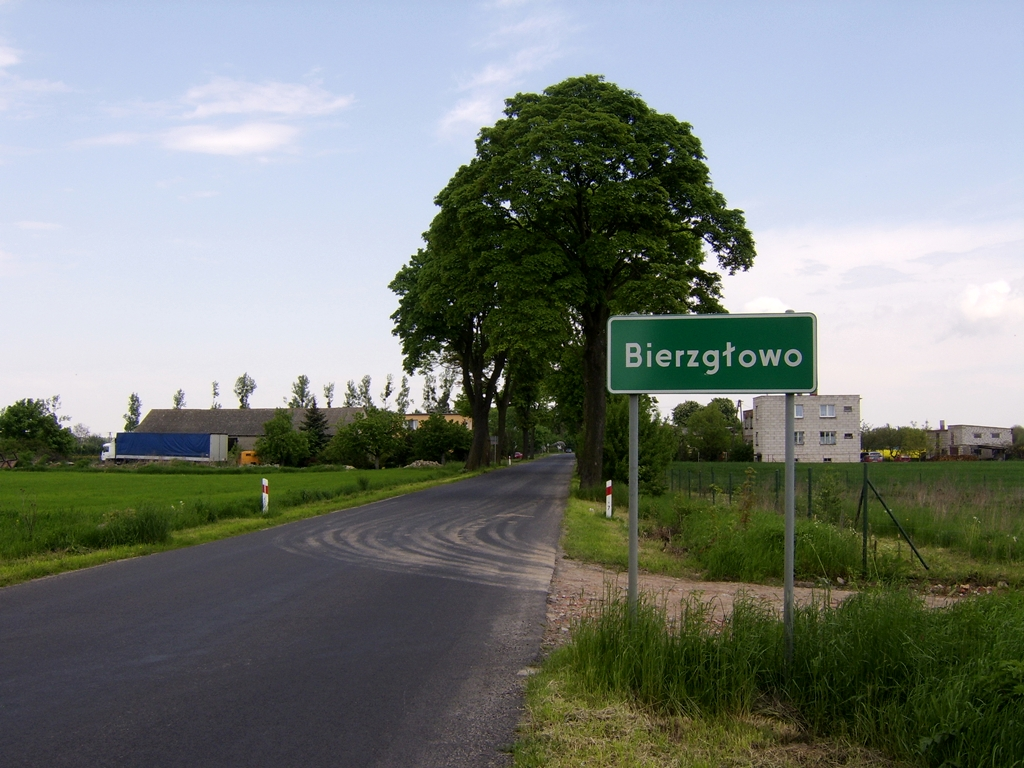
DW546 w Bierzgłowie

Droga wojewódzka nr 546 (DW546) – droga wojewódzka prowadząca z m. Zławieś Wielka (DK80) do m. Łubianka (DW553), o długości 13 km. Droga w całości biegnie na terenie (gmin: Zławieś Wielka i Łubianka) powiatu toruńskiego.

## Miejscowości leżące przy trasie DW546
- Zławieś Wielka (DK80)
- Zławieś Mała
- Rzęczkowo (DW597)
- Łążyn
- Bierzgłowo
- Łubianka (DW553)